# Hecalapona bimacula
Hecalapona bimacula är en insektsart som beskrevs av Delong och Freytag 1975. Hecalapona bimacula ingår i släktet Hecalapona och familjen dvärgstritar. Inga underarter finns listade i Catalogue of Life.